# Baphomets Throne
Baphomets Throne – polska grupa muzyczna wykonująca black metal. Powstała we Wrocławiu w 1992 roku jako Oppressor. W 1998 roku zespół przyjął nazwę Baphomets Throne.

## Muzycy
Obecny skład zespołu
- Bael Von Bojba – gitara, śpiew (od 1998)
- Damian „Demonaxe” Czajkowski – gitara basowa (od 2010)
- Naberius – keyboard (od 2003)
- Pitbull – perkusja (od 1998)

Byli członkowie zespołu
- Tom Balrog – perkusja (1992-1995)
- Martin – gitara
- Renfas – gitara
- IX Abass – gitara basowa
- Nasferatu – gitara basowa (1992-1993)
- Sebastian „Samchiel” Zwierz – gitara basowa (1993-1996)
- Dominus – gitara basowa (1996-1998)
- Forneus – gitara basowa, gitara (2003-2004)
- Luise Seiffer – gitara basowa (1998-2010)
- Left Hand – keyboard (1996-2003)
- Robert „Rob Darken” Fudali – keyboard (1993-1995)

## Dyskografia
- Time Of Agony (demo, 1992, jako Oppressor)
- Blasphemous Thoughts (demo, 1993, jako Oppressor)
- Blasphemous Thoughts (album, 1995, Baron Records, jako Oppressor)
- Black Ceremony (reh) (2001)
- Spiritual Evil (album, 2003, Panzer Truppen Records, jako Baphomets Throne)
- Emanation Of Blackness 02/2010 split: Tundra / Baphomets Throne released on tape by Strigoi Records